# モンブラン (洋菓子店)
モンブラン（Mont-Blanc）は、東京都目黒区自由が丘にある洋菓子店。自由が丘には1945年に開店。菓子店が密集する自由が丘において、亀屋万年堂と並び称される老舗。店舗は自由が丘のみで、支店は出していない。

## 沿革
1930年代に、迫田千万億（さこた ちまお）が創業し、ヨーロッパをイメージした菓子の開発に取り組んだ。その後も迫田家が経営している。
モンブランは、終戦後間もない1945年10月に自由が丘に移転した。同社の看板商品であるケーキ「モンブラン」の発売については、創業期とする説と、戦後に自由が丘へ移ってからとする説がある。
同社の歴史は、1950年代の資料と1990年代以降の資料との間で著しく食い違う。迫田千万億本人に取材した伝記としては、1958年の雑誌『実業之日本』の記事と、1960年発行の『日本洋菓子史』がある。

### 創業
創業者の迫田千万億（1903年:938-1975年）は鹿児島県生まれ。大正13年（1924年）に東京に移り、和洋菓子店「神楽坂・紅谷」に就職し、昭和7年（1932年）に退職した:938:140。
『日本洋菓子史』によれば、退職後に日本国内を旅して回った。新潟、奥州（おうしゅう、東北地方）、静岡の牧場でクリームやバターづくり、山梨で葡萄園見学を経て同年1932年10月に東京に戻る:939。
同じく昭和7年（1932年）:140
の10月:939に迫田は西大久保（のちの新宿区内）に「パンの家」という店を創業したが、『実業之日本』によれば2年ほどでつぶれた:140。『日本洋菓子史』は、つぶれたとは言っていない。
『実業之日本』・『日本洋菓子史』によれば、次いで昭和10年（1935年）:1275あるいは昭和11年（1936年）:939に迫田は目黒区・三谷町（のちの東急東横線・学芸大学駅近く）に洋菓子店「モンブラン」という店を開業した。移転したのは、西大久保は立地条件が悪かったと考えたからである。
迫田千万億死後の1976年以降の資料では、「モンブラン」の開店年は昭和8年（1933年）に変わった。
さらに、モンブランは昭和8年（1933年）当初から自由が丘にあった、という説も出たが、これに関しては同社は後に否定している。
1990年代以降同社は、迫田千万億が戦前のモンブラン創業（この場合1933年説）の前にヨーロッパを旅行したことがある、と主張している。しかし『実業之日本』と『日本洋菓子史』どちらにも、迫田がヨーロッパに行ったという記述はない。

### 店名「モンブラン」
店名の「モンブラン」は、ヨーロッパのモンブラン峰にちなんで命名したものである。
『実業之日本』によれば、迫田は古本屋で買った地図帳を眺めて「モンブラン」を選んだ。『日本洋菓子史』でも、迫田は群馬・新潟・日本アルプスの白一色に感銘し、地図を眺めて「モンブラン」を選んだと言っている:940。
いっぽう1990年代以降同社は、迫田千万億が創業前にヨーロッパを旅行し、本物のモンブラン峰を見て感動したので店名にした、と言っている。
なお、1930年代には同店以外にも各地に「モンブラン」という名の喫茶店があった。

### 戦時中断と自由が丘での開業
太平洋戦争にともない迫田は徴用され、学芸大学駅近くの店舗も強制疎開のため昭和20年（1945年）に取り壊された。迫田は終戦直後:941の1945年10月に自由が丘に移って営業を再開した。

### ケーキ「モンブラン」
『日本洋菓子史』は、終戦後の自由が丘での開店の項でケーキ「モンブラン」発売のいきさつを記している。それによると、迫田は白馬で松本高校生のスキーヤーと衝突する事故に遭い、入院した:940。その入院中に知り合った田中寿一というフランス帰りの者から、田中がイタリアで食べた「モンブラン」というメレンゲ・生クリーム・栗の菓子の話を聞いた。迫田はこれを参考にして作ったケーキを、同じ「モンブラン」という名で売り出した。「時節柄、そうした高級品は作られぬが、カステーラを大きくして」売ったところ好評だったという。
発売年は書かれていないが、『実業之日本』によれば終戦直後は材料不足のため同店はふかし芋と受託加工だけが収入源という状況で、迫田が菓子販売を開始したのは昭和23年（1948年）頃からだったという。

#### ケーキ「モンブラン」元祖説
1990年代以降同社は、ケーキ「モンブラン」を日本で初めて発売したのは自社だと主張している。
同社元祖説を採用した1996年発行のガイドブック『東京名物』（早川光著）によれば、迫田はフランス・シャモニー地方の「ホテル・モンブラン」で出たデザートを参考にしてケーキ「モンブラン」を考案して発売したという。同社元祖説は以後マスメディアにも広く掲載されている。
日本初かどうかは発売時期による。商品名が「モンブラン」の製品に限って見ても、1935年時点で他社が既に売っていた記録がある。銀座のコロンバン
、および本郷・紅谷
である。
『東京名物』に発売年は書かれていないが、早川は2000年に雑誌『東京人』で、同店がモンブランを発売したのは昭和8年（1933年）であると書いた。
2011年発行『自由が丘スイーツ物語』も同社への取材にもとづいているが、モンブラン商品化は1945年としている。迫田千万億と二代目定男（1919年生）による試行錯誤の成果だったという。

### 商標「モンブラン」
迫田は商品名の「モンブラン」は商標登録をしていない、という説がある。しかし実際には昭和33年（1958年）に商品名「モンブラン」および「mont Blanc」を商標出願して翌1959年に登録されており、2023年現在も存続中である。

### 迫田千万億のヨーロッパ旅行
戦後に同店は成長し、1958年には「自由が丘かいわいの新名物」と呼ばれるほど繁盛した:139。
迫田は製菓業の業界団体である日本洋菓子技術協会の幹部に入った:1134。
製菓業界では1959年頃から欧米視察旅行が流行し、1960年にも少なくとも13名の視察が計画された
。
昭和35年（1960年）6月に日本洋菓子協会の幹部4名が同時に欧米視察旅行に出発した。迫田千万億もその一人だったが、他3名とは別行動をとり、スイスに滞在した。